# Édouard Sarasin

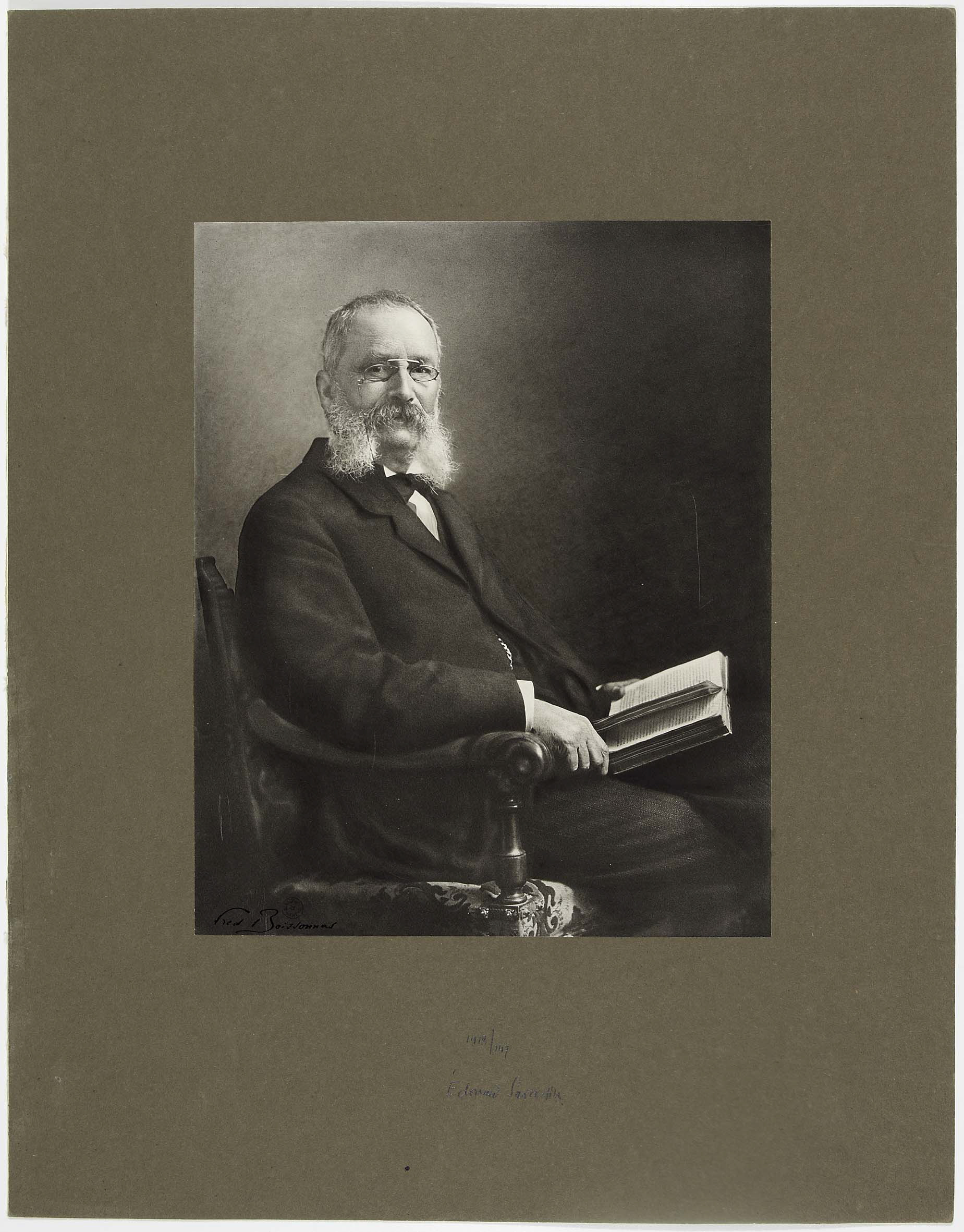
Porträt von Fred Boissonnas

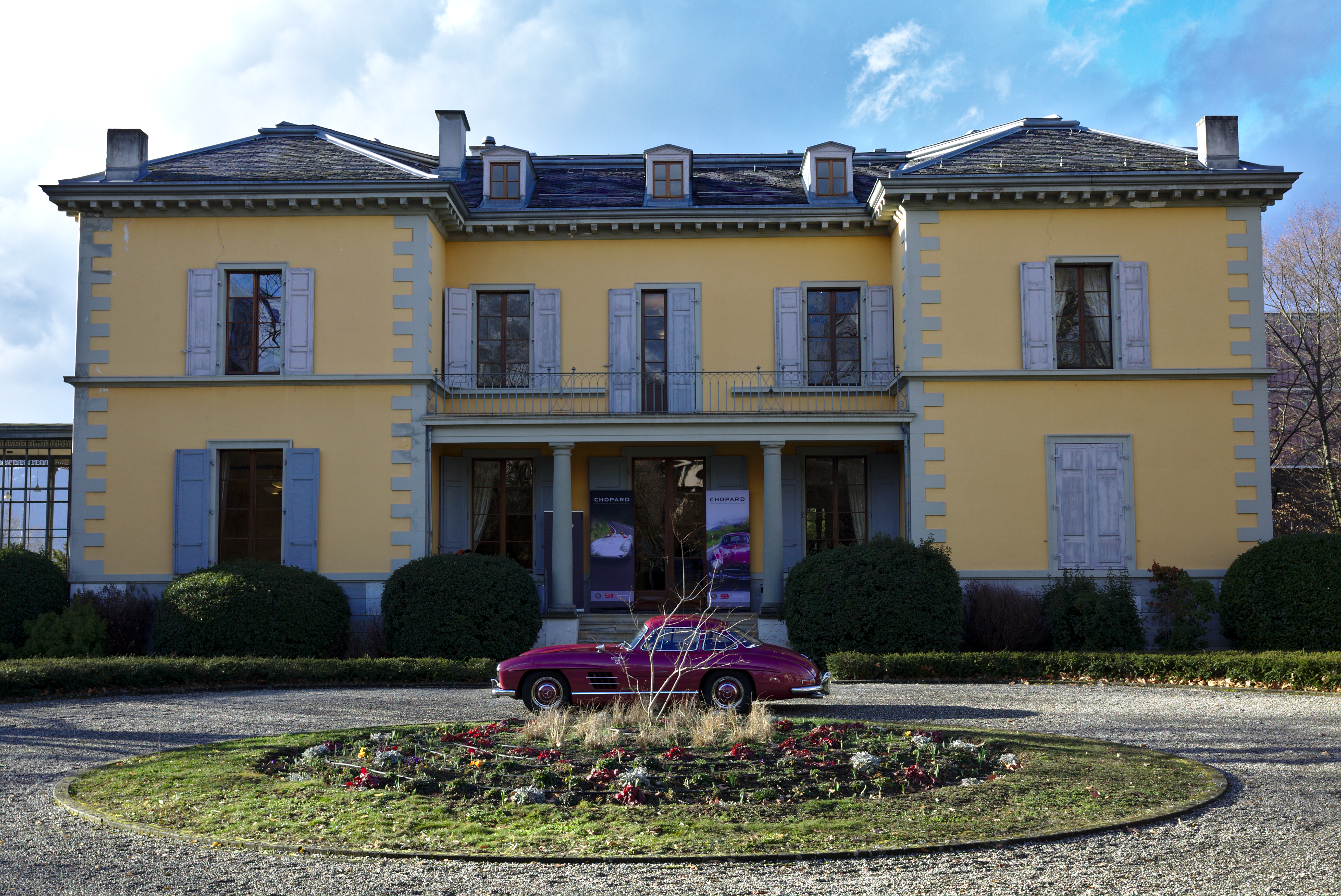
Villa Sarasin in Le Grand-Saconnex

Emile Édouard Sarasin (* 20. Mai 1843 in Genf; † 22. Juli 1917 in Le Grand-Saconnex) war ein Schweizer Physiker. Er wurde bekannt durch seine Experimente über die Hertz’schen Wellen.

## Leben
Seine Eltern waren der Jurist und Politiker Jean-Charles Sarasin (1806–1867) und Louise Marie Emilie, geb. Rigaud. Er studierte 1861–62 Literatur und Naturwissenschaften an der Akademie in Genf und an der Ecole Polytechnique in Paris, wo er seinen Bachelor of Science erwarb. Er setzte seine Studien fort 1865 im Labor von Heinrich Gustav Magnus in Berlin, und 1866 bei Robert Wilhelm Bunsen in Heidelberg.
1867 kehrte Sarasin in die Schweiz zurück und arbeitete im Labor von Auguste Arthur de la Rive, wo er Experimente zu elektrischen Entladungen in verdünnten Gasen unternahm. Im gleichen Jahr heiratete er Alberte-Emma Diodati, eine Enkelin des Theologen Edouard Diodati, mit der er drei Töchter und den Sohn Charles Sarasin (1870–1933), der Professor für Geologie und ab 1920 Berufsmilitär wurde.
Ab 1875 arbeitete Sarasin mit Jacques-Louis Soret an einer Studie zur Zirkularpolarisation in Quarz. Zwischen 1890 und 1892 forschte er mit Augustes Sohn, Lucien de la Rive über Funkwellen. Zu den Resonanzphänomene standen sie in Korrespondenz mit Henri Poincaré. 1869 wurde er Redaktor und nach Sorets Tod 1890–1915 Chefredaktor der Archives des sciences physiques et naturelles in Genf. 1911–16 war er auch Zentralpräsident der Schweizer Naturforschenden Gesellschaft. 1885 verlieh ihm die Universität Basel und 1909 die Universität Genf ein Ehrendoktorat.
Sarasin war auch politisch tätig, während 25 Jahren als Mitglied des Kantonsparlaments von Genf und als langjähriger Gemeindepräsident (1871 bis 1916) seiner Wohngemeinde Le Grand-Saconnex. Dort wurde die Strasse nach ihm benannt, welche am Parc Sarasin und der 1833 erbauten Villa Sarasin vorbeiführt.

## Werke (Auswahl)
- mit J. L. Soret: Ueber den Brechungsindex des Meerwassers. In: Naturwissenschaftliche Rundschau (Braunschweig, Vieweg), 4 1889.